# Мохамед Алі Бен Ромдан
Мохамед Алі Бен Ромдан (фр. Mohamed Ali Ben Romdhane, нар. 6 вересня 1999, Туніс) — туніський футболіст, півзахисник єгипетського клубу «Аль-Аглі» та національної збірної Тунісу.

## Клубна кар'єра
Народився 6 вересня 1999 року в місті Туніс. Вихованець футбольної школи клубу «Есперанс». Дорослу футбольну кар'єру розпочав 2017 року в основній команді того ж клубу. З командою здобув низку національних трофеїв, в також двічі поспіль виграв Лігу чемпіонів КАФ у 2018 та 2019 роках.

## Виступи за збірну
20 жовтня 2019 року дебютував в офіційних матчах у складі національної збірної Тунісу в матчі відбору на чемпіонат африканських націй проти Лівії (2:1), вийшовши на заміну на 91 хвилині.

## Досягнення
- Чемпіон Тунісу: 2017/18, 2018/19, 2019/20, 2020/21, 2021/22
- Володар Суперкубка Тунісу: 2019
- Переможець Ліги чемпіонів КАФ: 2018, 2019
- Чемпіон Угорщини: 2023/24, 2024/25

| Дата       | Місто          | Господарі            | Результат | Гості      | Турнір                                       | Голи | Примітки |
| ---------- | -------------- | -------------------- | --------- | ---------- | -------------------------------------------- | ---- | -------- |
| 20-10-2019 | Сале (Марокко) | Лівія                | 1 – 2     | Туніс      | Відбір до Чемпіонату африканських націй 2020 | -    | 90+1'    |
| 15-11-2019 | Радес          | Туніс                | 4 – 1     | Лівія      | Відбір до Кубка африканських націй 2021      | -    | 67'      |
| 19-11-2019 | Малабо         | Екваторіальна Гвінея | 0 – 1     | Туніс      | Відбір до Кубка африканських націй 2021      | -    | 61'      |
| 25-3-2021  | Бенгазі        | Лівія                | 2 – 5     | Туніс      | Відбір до Кубка африканських націй 2021      | -    |          |
| 5-6-2021   | Радес          | Туніс                | 1 – 0     | ДР Конго   | товариський матч                             | -    | 67'      |
| 11-6-2021  | Радес          | Туніс                | 0 – 2     | Алжир      | товариський матч                             | -    | 46'      |
| 7-9-2021   | Ндола          | Замбія               | 0 – 2     | Туніс      | Відбір до ЧС 2022                            | -    | 74' 78'  |
| 7-10-2021  | Радес          | Туніс                | 3 – 0     | Мавританія | Відбір до ЧС 2022                            | -    | 75'      |
| 10-10-2021 | Нуакшот        | Мавританія           | 0 – 0     | Туніс      | Відбір до ЧС 2022                            | -    | 72'      |
| 13-11-2021 | Малабо         | Екваторіальна Гвінея | 1 – 0     | Туніс      | Відбір до ЧС 2022                            | -    | 74'      |
| 16-11-2021 | Радес          | Туніс                | 3 – 1     | Замбія     | Відбір до ЧС 2022                            | -    | 77'      |
| Усього     |                | Матчів               | 11        |            | Голів                                        | 0    |          |